# Krokom (comuna)
Krokom (em sueco: Krokoms kommun) é uma comuna da Suécia localizada no condado de Jämtland. Sua capital é a cidade de Krokom. Tem 6 154 quilômetros quadrados e segundo censo de 2018, havia 14 858 habitantes.